# Episodi di Angel (quarta stagione)
La quarta stagione della serie televisiva Angel è andata in onda negli Stati Uniti dal 6 ottobre 2002 al 7 maggio 2003, su The WB. In Italia è stata trasmessa in anteprima da Fox nel 2006, in chiaro la quarta stagione è proposta in prima tv da Rai 4 dal 4 febbraio 2010.
Gli antagonisti principali sono la Bestia, Connor e Jasmine.
| nº | Titolo originale            | Titolo italiano            | Prima TV USA     | Prima TV Italia   |
| -- | --------------------------- | -------------------------- | ---------------- | ----------------- |
| 1  | Deep Down                   | In profondità              | 6 ottobre 2002   | 31 agosto 2006    |
| 2  | Ground State                | Stato fondamentale         | 13 ottobre 2002  | 31 agosto 2006    |
| 3  | The House Always Wins       | Il banco vince sempre      | 20 ottobre 2002  | 7 settembre 2006  |
| 4  | Slouching Towards Bethlehem | Avvicinandosi a Betlemme   | 27 ottobre 2002  | 7 settembre 2006  |
| 5  | Supersymmetry               | Supersimmetria             | 3 novembre 2002  | 14 settembre 2006 |
| 6  | Spin the Bottle             | Gira la bottiglia          | 10 novembre 2002 | 14 settembre 2006 |
| 7  | Rain of Fire                | Pioggia di fuoco           | 17 novembre 2002 | 21 settembre 2006 |
| 8  | Habeas Corpses              | Habeas Corpses             | 15 gennaio 2003  | 21 settembre 2006 |
| 9  | Long Day's Journey          | Un viaggio lungo un giorno | 22 gennaio 2003  | 28 settembre 2006 |
| 10 | Awakening                   | Risveglio                  | 29 gennaio 2003  | 28 settembre 2006 |
| 11 | Souless                     | Senza anima                | 5 febbraio 2003  | 5 ottobre 2006    |
| 12 | Calvary                     | Calvario                   | 12 febbraio 2003 | 5 ottobre 2006    |
| 13 | Salvage                     | Salvataggio                | 5 marzo 2003     | 12 ottobre 2006   |
| 14 | Release                     | Liberazione                | 12 marzo 2003    | 12 ottobre 2006   |
| 15 | Orpheus                     | Orpheus                    | 19 marzo 2003    | 19 ottobre 2006   |
| 16 | Players                     | Giocatori                  | 26 marzo 2003    | 19 ottobre 2006   |
| 17 | Inside Out                  | Dentro e fuori             | 2 aprile 2003    | 26 ottobre 2006   |
| 18 | Shiny Happy People          | Felici e contenti          | 9 aprile 2003    | 26 ottobre 2006   |
| 19 | The Magic Bullet            | La pallottola magica       | 16 aprile 2003   | 2 novembre 2006   |
| 20 | Sacrifice                   | Sacrificio                 | 23 aprile 2003   | 2 novembre 2006   |
| 21 | Peace Out                   | Pace                       | 30 aprile 2003   | 9 novembre 2006   |
| 22 | Home                        | Una nuova casa             | 7 maggio 2003    | 9 novembre 2006   |

## In profondità
- Titolo originale: Deep Down
- Diretto da: Terrence O'Hara
- Scritto da: Steven S. DeKnight

### Trama
Angel, Wesley, Cordelia, Fred, Gunn, Lorne e Connor cenano tutti insieme in allegria. Ad un tratto però gli amici di Angel scompaiono, oltre a lui l'unico seduto al tavolo resta Connor, il quale lo guarda con un'espressione maligna. 
Si tratta di un sogno: Angel si trova intrappolato in una cassa, nelle profondità marine.
Ormai, a dirigere la Angel Investigations sono solo Gunn, Fred e Connor, i quali stanno cercando Angel e Cordelia che sono spariti da tre mesi. Sia Gunn che Fred ignorano che sia stato Connor a causare la scomparsa del padre, e danno la caccia a un vampiro di nome Marissa che si aggirava dove Angel era sparito, nella speranza di avere da lei delle notizie. Marissa riesce a scappare, ma Connor, seminando Fred e Gunn, la segue da solo e la cattura. Marissa in effetti era lì presente quando Connor aveva aggredito Angel e sa che è stato lui a causarne la scomparsa, ma gli promette che non lo dirà a nessuno. Connor la uccide comunque, facendo poi credere agli amici che ha agito per autodifesa.
Wesley e Lilah sono ancora amanti. 
La Wolfram & Hart sta cercando Angel, che giocherà un ruolo essenziale nell'Apocalisse che i Soci Anziani stanno progettando. I sensitivi che lavorano per loro hanno accertato che il vampiro è ancora in vita. In sala riunioni, Linwood e Gavin, alla luce dei continui fallimenti di Lilah, vogliono allontanarla dalla filiale di Los Angeles, ma Lilah decapita Linwood davanti ai colleghi, con un congegno nascosto nella poltrona dove stava seduto. Lilah, infatti, si era rivolta a Suvarta, uno dei Soci Anziani, che le aveva permesso di uccidere Linwood e sostituirlo come nuova titolare della filiale di Los Angeles, dal momento che Linwood aveva fallito nel rapire Connor.
Lilah prova a convincere Wesley a cercare Angel, ma lui pare indifferente, seppure, senza che nessuno lo sappia, abbia sequestrato Justine, che tiene prigioniera. Wesley esce in barca, costringendo Justine a venire con lui e ad aiutarlo a trovare Angel. Ha sempre saputo che lei e Connor lo avevano fatto sparire. Dopo tante ricerche in mare aperto, riesce a individuare la cassa con dentro Angel, la fa riemergere e lo libera. Lo stende su un tavolo perché Angel, rinchiuso per tutti quei mesi, non si è nutrito di sangue e sta male. Wesley spiega a Justine che un vampiro può sopravvivere senza sangue per un lungo periodo, ma rischia danni a livello neurale; gli fa bere del sangue di maiale, ma non è sufficiente e decide di dargli il proprio, tramite un taglio nel suo braccio. Il sangue umano lo farà stare meglio.
All'Hyperion Hotel, Fred fa perdere i sensi a Connor con un taser elettrico: Wesley ha telefonato a lei e Gunn rivelandogli la verità. Per tutto questo tempo non ha voluto avvertirli per evitare che Connor facesse del male a entrambi; il fatto che Gunn e Fred non sapessero la verità è ciò che ha impedito a Connor di ucciderli. Wesley libera Justine, consigliandole di accantonare il suo rancore contro i vampiri, altrimenti continuerà a essere prigioniera del suo stesso odio.
Wesley riporta Angel all'Hyperion Hotel, intanto Connor si risveglia e Angel lo rimprovera aspramente diventando violento. Gli rivela quello che è successo realmente: era stata Justine a uccidere Holtz, proprio su richiesta di quest'ultimo, e lui è stato manipolato dall'idea che il responsabile fosse Angel. Nonostante tutto, Connor resta indifferente, ormai abituato a odiare suo padre, e afferma che il vampiro meritava comunque di essere punito. Tuttavia, Angel continua a volergli bene ed è convinto che un giorno Connor diventerà un grande uomo. Lo allontana dall'Hyperion Hotel, perché suo figlio non può ancora far parte del loro gruppo. Adesso l'unica cosa che Angel vuole è ritrovare la sua amata Cordelia; lei ormai è diventata una delle Forze dell'Essere e quindi vive su un piano superiore.

## Stato fondamentale
- Titolo originale: Ground State
- Diretto da: Michael Grossman
- Scritto da: Mere Smith

### Trama
Gills Rock (Wisconsin), 1985: Gwen Raiden è una bambina con l'innato potere dell'elettrocinesi, ma purtroppo non ne ha il controllo e non può entrare in contatto con una persona senza fulminarla. I suoi genitori fanno una cospicua donazione in denaro ad un collegio privato mandandola a studiare lì, costretta comunque a vivere in isolamento per la sua pericolosità.
In assenza di Cordelia, i suoi amici hanno pagato temporaneamente l'affitto di casa sua. Nemmeno Dennis ha idea di dove sia finita Cordelia, ormai hanno trovato dei nuovi acquirenti per la casa e dunque prendono tutta la sua roba e la portano all'Hyperion Hotel. Angel vede che Cordelia conservava una foto di loro due, insieme a Wesley; è evidente che Angel senta la mancanza dell'amico, non vuole solo ritrovare Cordelia, ma anche riallacciare la sua amicizia con Wesley.
Quest'ultimo ora è a capo di un suo gruppo; uccide un demone, portando a termine una missione con successo, Angel va a trovarlo e amichevolmente tenta con lui una riconciliazione, ma Wesley lo tratta con indifferenza. Gli rivela tuttavia di aver indagato sulla sparizione di Cordelia. Crede sia ancora viva, ma che non si trovi in questo piano dimensionale. Wesley gli suggerisce di rivolgersi a Dinza, una creatura in parte divina, lei forse può suggerirgli dove trovarla.
Angel chiede aiuto a Dinza, la quale afferma che per trovare Cordelia dovrà servirsi di un oggetto chiamato Asse di Pythia, in collegamento con tutti i piani dimensionali. Dinza, tuttavia, mette in guardia il vampiro, affermando che quella di Angel sarà una vita piena di rinunce. Angel, Gunn e Fred scoprono che l'Asse di Pythia sarà venduta a una casa d'aste che tratta merce del mercato nero; tentano di rubare l'oggetto magico, ma Gwen vuole l'Asse di Pythia tutta per sé, è stata incaricata del furto da un cliente. Uccide Gunn con una scossa elettrica fermando il suo battito cardiaco, tuttavia, pentitasi subito dopo, usa un'altra scossa elettrica per riattivare il battito del suo cuore, impedendogli di morire.
Gwen ruba l'Asse di Pythia. Angel, intuendo che il cliente per cui lei lavorava probabilmente ha dei contatti con la Wolfram & Hart, chiede aiuto a Lilah, mentre quest'ultima tiene d'occhio Connor, che ormai vive per strada. Angel ha capito che Lilah e Wesley sono amanti, decide di sorvolare sul fatto che Lilah stia spiando Connor, ma in cambio le chiede l'identità del cliente di Gwen. Scopre così che Gwen lavora per un uomo di nome Elliot,e si reca nel suo ufficio per rubargli l'Asse di Pythia. Incontra Gwen che lo affronta cercando di fermare il suo cuore con l'elettricità, ma essendo lui un vampiro senza battito cardiaco, la scossa elettrica ottiene l'effetto opposto: riattiva il cuore di Angel, che in uno stato di eccitazione bacia Gwen appassionatamente.
Elliot decide di uccidere Angel e con lui anche Gwen, perché, per rubare l'Asse di Pythia, ha attirato troppa attenzione. Per evitare di compromettersi con Gwen, preferisce ucciderla. Angel salva Gwen e sconfigge Elliot e le sue guardie del corpo. Angel si impossessa dell'Asse di Pythia e Gwen capisce che il vampiro deve amare tantissimo Cordelia. Angel usa l'Asse di Pythia scoprendo che Cordelia è diventata una delle Forze dell'Essere che ora vive in serenità, su un piano superiore.
Angel ci rimane male. Nei mesi in cui era intrappolato nella cassa in fondo al mare, la speranza di stare con Cordelia era ciò che gli dava la forza di non arrendersi, ma ora ha capito di averla persa per sempre. Accetta il fatto con rassegnazione, ritenendo Cordelia finalmente felice. In realtà Cordelia, stufa e annoiata, vuole tornare sulla Terra.
- Guest star: Alexa Davalos (Gwen Raiden)

## Il banco vince sempre
- Titolo originale: The House Always Wins
- Diretto da: Marita Grabiak
- Scritto da: David Fury

### Trama
Connor combatte contro un vampiro. Angel lo osserva dall'alto di un grattacelo assieme a Cordelia, dalla dimensione in cui dimora. Connor uccide il vampiro anche grazie a un piccolo intervento di suo padre. Fred e Gunn sono preoccupati per Angel: hanno capito che non ha ancora superato la perdita di Cordelia; tuttavia, Angel decide di portarli a Las Vegas in modo da godersi un po' di divertimento, ma anche per far visita a Lorne, il quale ora è un cantante affermato in un casinò, chiamato il Tropicana.
Angel e i suoi amici scoprono che il successo di Lorne è solo apparente. L'amico è tenuto prigioniero dal proprietario del Tropicana, lo stregone Lee DeMarco, che mette Lorne nella posizione di far cantare i membri del suo pubblico quando si esibisce, in modo da percepirne l'aura e scoprire chi di loro ha un promettente futuro davanti a sé. Lee li invita a giocare e, quando puntano una fiche maledetta, li priva del loro destino, e vende i destini di quelle persone ai migliori offerenti. Le persone, prive del loro destino, diventano distratte e senza obiettivi e finiscono con lo sperperare tutto il proprio denaro alle slot machine truccate, programmate per non far vincere mai. Inizialmente, Lorne si era rifiutato di aiutarlo, ma Lee lo aveva costretto a lavorare per lui uccidendo una ragazza per punirlo.
Angel, capendo che Lee gestisce i suoi affari in maniera losca, decide di affrontarlo, ma con la magia Lee lo spinge a giocare una fiche. Angel perde il proprio destino, finendo anche lui per giocare alle slot machine. Lee scopre che Angel è destinato ad avere un ruolo fondamentale nell'Apocalisse e decide di approfittarne, per stringere un accordo con la Wolfram & Hart. Fred e Gunn riescono a liberare Lorne, ma, nel tentativo di convincere Angel ad allontanarsi dalla slot machine, finiscono col farsi catturare dagli uomini di Lee, che li portano da lui.
Cordelia, essendo una delle Forze dell'Essere, usa i suoi poteri per far vincere Angel alla slot machine. Il vampiro va da Lee per riscuotere il premio e, notando che Lee è insieme ai suoi amici in pericolo, attacca le sue guardie del corpo. Infine, con Fred e Gunn sconfigge gli uomini di Lee, mentre Lorne, oltre a tramortire Lee, distrugge la sfera magica dove erano racchiusi i destini rubati. Tutti i destini vengono così riassorbiti dai loro legittimi proprietari. 
Lorne torna a Los Angeles con i suoi amici, ma una volta giunti all'Hyperion Hotel vedono Cordelia. È tornata sulla Terra come umana, ma ha perso la memoria.

## Avvicinandosi a Betlemme
- Titolo originale: Slouching Towards Bethlehem
- Diretto da: Skip Schoolnik
- Scritto da: Jeffrey Bell

### Trama
Connor uccide due vampiri che volevano aggredire una coppia sposata riuscendo a salvarli, poi va all'Hyperion Hotel vedendo che Cordelia è tornata. Lei non ha idea di chi sia, non ha ricordo della propria identità da quanto è tornata umana dopo che era stata una delle Forze dell'Essere. Angel per il momento preferisce tenerla all'oscuro sulla verità per non turbarla, ma poi lei scopre che Angel è un vampiro, si spaventa inoltre quando vede Lorne, le cose peggiorano quando viene a sapere della vera natura della Angel Investigations, ovvero lottare contro il soprannaturale.
Alcuni uomini della Wolfram & Hart provano a catturarla ma Angel li sconfigge, a quel punto lui e gli amici raccontano a Cordelia tutta la verità su quello che è stato il suo stile di vita, lei rimane sconcertata quando le rivelano tutto quanto. Angel la convince a cantare in modo che Lorne, ascoltandola, possa vedere il suo futuro o magari scoprire cosa fosse successo quando lei era una delle Forze dell'Essere. Cordelia quindi canta ma Lorne rimane sconvolto, tenta di spiegare a Angel quello che ha visto ma non ci riesce, era tutto molto confuso, ma ha capito che qualcosa di molto malvagio sta per arrivare.
Angel intuisce che la Wolfram & Hart vuole scoprire la natura di questa oscura minaccia, ecco perché volevano rapire Cordelia sperando di avere da lei delle informazioni. Connor invita Cordelia a vivere con lui nel suo rifugio e lei accetta. Mentre Lilah è a casa di Wesley, dopo aver fatto l'amore con lui, si allontana da Wesley e parla al telefono con un suo uomo ordinandogli di catturare Cordelia nel rifugio di Connor. Wesley ha ascoltato tutto, va quindi all'Hyperion Hotel avvisando Angel.
Connor e Cordelia vengono attaccati dagli uomini della Wolfram & Hart, arrivano Angel e Gunn che li aiutano combattendo contro di loro, ma poi stranamente Lilah, con aria compiaciuta, dà l'ordine di ritirarsi. Cordelia decide di rimanere a vivere con Connor, mentre Angel e i suoi amici, tornati all'Hyperion Hotel, vedono Lorne legato a una sedia, un demone che lavora per la Wolfram & Hart ha risucchiato dalla sua mente tutto ciò che Lorne aveva visto sul destino di Cordelia. Angel ha capito che l'assalto al rifugio di Connor era solo un diversivo, Lilah voleva solo prendere di mira Lorne ed è riuscita nel suo intento, ora la Wolfram & Hart ha tutte le informazioni che servono sul destino di Cordelia.
Wesley ha capito che Lilah è riuscita a manovrarlo, aveva fatto in modo che lui ascoltasse la telefonata perché, credendo Connor e Cordelia in pericolo, sapeva che avrebbe avvertito Angel il quale per proteggerli avrebbe lasciato Lorne indifeso. Lilah fa tenere presente a Wesley che volendolo avrebbero potuto estrarre dalla mente di Lorne quelle informazioni uccidendolo, ma dato che Lorne è un amico di Wesley ha preferito un metodo che evitasse di ucciderlo, Wesley non si fida di Lilah ma paradossalmente questo è il motivo per cui lei è riuscita a manipolarlo.

## Supersimmetria
- Titolo originale: Supersimmetry
- Diretto da: Bill Norton
- Scritto da: Elizabeth Craft e Sarah Fain

### Trama
Un articolo di Fred sulla teoria delle superstringhe viene pubblicato da un giornale accademico, lei felicissima fa l'amore con Gunn, viene anche invitata a presentare la sua ricerca a un simposio di fisica. Angel e Gunn accompagnano Fred al simposio dove lei incontra Oliver Seidel, era il suo insegnante alla facoltà di fisica. Lilah è visibilmente gelosa, ha capito che Wesley è ancora innamorato di Fred tanto che anche lui assiste al simposio. Fred durante la presentazione viene attaccata da un mostro con tante teste, apparso da un portale dimensionale che si è proiettato proprio sopra di lei, Angel taglia una delle teste del mostro obbligandolo a fuggire dal portale.
Angel sistema delle sedie dell'atrio dell'Hyperion Hotel con la stessa disposizione che c'era al simposio, vuole infatti ricostruire quello che è successo, ricorda che un ragazzo stava scattando delle foto. Angel e Gunn interrogano il ragazzo il quale ammette che era lì perché voleva vedere Fred con i propri occhi, aveva scoperto che altri studenti (come successe a lei quando finì a Pylea) erano scomparsi. Fred va nell'ufficio di Seidel, quest'ultimo tenta di convincerla a lasciare la Angel Investigations e a tornare a studiare alla facoltà, poi la lascia sola per pochi minuti e Fred, casualmente, vede che nella libreria di Seidel c'è un libro sui portali dimensionale, scoprendo che è stato lui a invocare il mostro al simposio.
Angel e Gunn fanno delle indagini e trovano un elemento in comune tra gli studenti scomparsi: erano tutti studenti di Seidel. Fred ha capito che era stato lui a fare in modo che lei finisse a Pylea e chiaramente ha esiliato anche gli altri studenti in dimensioni demoniache. Fred vuole ucciderlo ma Gunn e Angel tentano di convincerla a non farlo promettendole che troveranno il modo di punire Seidel per i suoi crimini, ma se lei lo ucciderà il rimorso la perseguiterà. Fred, in apparenza, sembra voler rinunciare alla vendetta, ma poi si rivolge a Wesley, anche lui la mette in guardia, la vendetta ha un prezzo, tuttavia lui e Fred decidono di escogitare un altro modo per punire Seidel, ovvero esiliarlo in una dimensione demoniaca, proprio come fece lo stesso Seidel con i suoi studenti.
Connor convince Cordelia ad aiutarlo nella caccia ai vampiri, lei accetta e infatti lottano contro un vampiro che Cordelia uccide, trasportati dalla felicità lei e Connor si baciano. Cordelia se ne pente, ormai Connor si è infatuato di lei e si arrabbia avendo capito che Cordelia vuole tornare da Angel.
Gunn e Angel capiscono che Fred vuole vendicarsi su Seidel, quindi vanno da lui battendola sul tempo, Seidel cerca di lasciare Los Angeles avendo capito che ormai è compromesso, Angel però gli impedisce la fuga, vuole costringerlo con le cattive a fare una dichiarazione alla polizia sui propri crimini. Seidel evoca da un portale un demone Voynok che aggredisce Angel, quindi Seidel nel approfitta per scappare sennonché Fred riesce a impedirglielo puntandogli contro una balestra, adesso ha capito che lui si circonda solo di assistenti privi di talento e contemporaneamente si sbarazza degli studenti più promettenti in modo che in futuro non possano oscurarlo professionalmente. Fred evoca un portale che bandirà Seidel in una dimensione demoniaca, lei vuole che paghi per gli anni traumatici che ha vissuto a Pylea.
Angel uccide il Voynok mentre Gunn tenta di convincere Fred a chiudere il portale, Seidel non riuscirebbe a sopravvivere in una dimensione demoniaca, ciò equivarrebbe a condannarlo a morte, ma lei è irremovibile, Seidel deve essere fermato altrimenti la passerà liscia e farà del male ad altri studenti. Gunn spezza l'osso del collo a Seidel e getta il suo corpo nel portale. Quando Angel torna all'Hyperion Hotel con i suoi amici vede che lì c'è Cordelia, lei è pronta a dargli un'altra possibilità ma da ora pretende sincerità da parte di Angel e quindi gli domanda se loro due si erano amati.

## Gira la bottiglia
- Titolo originale: Spin the Bottle
- Diretto da: Joss Whedon
- Scritto da: Joss Whedon

### Trama
L'episodio inizia con Lorne, su un palcoscenico, che davanti a un pubblico racconta una storia, ripartendo da dove si era conclusa la puntata precedente: Angel non è capace di rispondere alla domanda di Cordelia, lei gli aveva chiesto se loro due si erano amati ma il problema è che non avevano mai chiarito che tipo di legame li unisse, Angel può solo dirle che Cordelia è la sua migliore amica.
Lorne si è procurato un incantesimo della memoria, aiuterà Cordelia a recuperare tutti i suoi ricordi, è necessaria anche la presenza di Wesley che raggiunge l'Hyperion Hotel. C'è troppa tensione tra Gunn e Fred, la morte di Seidel ha inciso negativamente su entrambi, inoltre Gunn ha capito che tra Fred e Wesley c'è dell'attrazione. Intanto Connor salva una prostituta da due vampiri, ne uccide uno e l'altro lo mette in fuga, lei tenta successivamente di sedurlo ma poi si allontana dal ragazzo quando capisce che non ha i soldi per pagarla.
Angel, Cordelia, Lorne, Fred, Wesley e Gunn si siedono in cerchio e l'incantesimo della memoria inizia ad agire, tutti sono in uno stato confusionale, tanto che Lorne perde i sensi mentre Cordelia, inavvertitamente, interferisce con l'incantesimo in questo modo la memoria di tutti i presenti (tranne Lorne che è ancora svenuto) regredisce alla loro adolescenza, infatti Angel pensa di essere Liam, mentre Wesley uno studente dell'accademia degli Osservatori, invece Gunn un teppista di strada e infine Cordelia e Fred due liceali. Tutti sono confusi, nessuno riconosce l'altro, ma comunque si rendono conto dal loro aspetto che sono adulti e non adolescenti.
Tra Cordelia e Liam c'è dell'attrazione, quest'ultimo poi prende coscienza di essere un vampiro. Lorne si risveglia mentre Liam si ritrova a dover fronteggiare tutti gli altri, spaventati da lui dopo aver scoperto che è un vampiro, cercano di ucciderlo inoltre Cordelia fugge. Liam la insegue, interviene Connor che credendo Cordelia in pericolo attacca Liam il quale però, grazie alla sua forza di vampiro, lo sconfigge.
Lorne usa un rimedio su tutti che inverte l'incantesimo, i suoi amici recuperano tutti i ricordi perduti, compresa Cordelia, quest'ultima però appare confusa e preferisce mantenere con Angel una distanza, lui per la prima volta le confessa i suoi sentimenti dicendole «Noi ci amavamo» ma Cordelia, visibilmente mortificata, preferisce non averlo al suo fianco. Tornando alla scena iniziale dell'episodio con Lorne che conclude il racconto, il demone spiega con un'aria triste e amareggiata che l'incantesimo della memoria che ha usato su Cordelia da lì in avanti avrebbe avuto delle conseguenze nefaste, si scopre poi che Lorne è tutto solo, infatti non c'era nessun pubblico ad ascoltarlo.

## Pioggia di fuoco
- Titolo originale: Rain of Fire
- Diretto da: Vern Gillum
- Scritto da: Steven S. DeKnight

### Trama
La linea telefonica dell'Hyperion Hotel sta impazzendo. Molti clienti si rivolgono alla Angel Investigations perché le loro abitazioni sono infestate da energie di natura paranormale. Cordelia continua a vivere con Connor al rifugio, e quest'ultimo chiede a suo padre di venirla a trovare. Lei confessa al vampiro che ha recuperato tutti i ricordi, compresi quelli del periodo in cui è stata una delle Forze dell'Essere, dove aveva visto il passato di Angelus e tutte le atrocità che aveva commesso; lei lo ama e sa che lo amerà per sempre, ma adesso i pregiudizi che prova verso di lui non le permettono di lasciare spazio ai sentimenti nei suoi confronti. Angel, già ferito dalle parole di Cordelia, prova disagio nel vedere che tra lei e Connor c'è dell'attrazione quando si prendono per mano.
Fred si sta allontanando da Gunn, il quale goffamente le aveva proposto di comprare insieme una casa; lei si sente in colpa perché il suo fidanzato ha ucciso Seidel solo per preservare la sua integrità morale e, ormai, tra loro non c'è più nemmeno intimità fisica.
Angel va alla Wolfram & Hart e, con le maniere forti, costringe Gavin a rivelargli che alcuni dei veggenti assunti dallo studio legale sono morti. I loro cervelli sono collassati nel tentativo di decifrare la visione di Lorne, che avevano estratto dalla sua mente. Angel convince Lilah a collaborare. La Wolfram & Hart progetta un'Apocalisse, ma questa misteriosa minaccia potrebbe interferire con i loro stessi piani. Angel ha capito che pure Lilah è spaventata da quello che sta per succedere, qualunque cosa sia nessuno lo aveva previsto. Angel le promette che debellerà questa minaccia, se lei gli darà le informazioni che gli servono.
Cordelia ha una visione: un demone sta per fare la sua comparsa; lei e Connor vanno nel vicolo dietro al Caritas, proprio dove Connor è nato, e dal sottosuolo emerge la Bestia, un demone forte e possente il quale con soli due colpi sconfigge Connor. La Bestia si avvicina a Cordelia con l'intenzione di ucciderla, ma poi stranamente quando la guarda sorride, poi si allontana. Mentre Fred è tutta sola nel diner che lei e Gunn frequentano insieme, la cameriera vedendola giù di morale e capendo che tra lei e Gunn ci sono dei problemi le spiega che lui farebbe di tutto per la sua fidanzata, affermando che è facile capirlo solo osservando il modo in cui Gunn la guarda.
Dei passeri muoiono schiantandosi violentemente contro l'Hyperion Hotel, un chiaro segno di presagio. Wesley va all'Hyperion Hotel per offrire il proprio aiuto, anche lui ha infatti notato i casi in aumento di attività paranormali a Los Angeles. Angel si è fatto consegnare da Lilah tutto il materiale cartaceo necessario, fogli dove sono state annotate tutte le interpretazioni sulla visione di Lorne estratta dalla mente di quest'ultimo, ma decifrarli sembra impossibile; sono simboli scritti tutti in diverse lingue e disposti senza uno schema ordinato. Gunn però nota una cosa: se alcuni dei fogli vengono messi l'uno accanto all'altro in una determinata posizione, alcuni simboli riescono a collimare tra loro; quindi, tutti i fogli vengono sovrapposti, in modo che alcuni dei simboli formano uno strano disegno che Angel e Wesley riconoscono: è l'Occhio di Fuoco, un simbolo dell'alchimia associato alla distruzione.
Lorne, su richiesta di Angel, segna su una mappa tutte le abitazioni dei clienti che avevano contattato la Angel Investigations per le case infestate da fenomeni paranormali. Messe l'una a fianco all’altra, disegnano proprio l'Occhio di Fuoco. Angel intuisce che la causa di tutto è da ricondursi nella zona al centro di queste case, dove si trova un edificio, lo Sky Temple. Con Lorne, Gunn e Wesley, si dirige lì e trovano la Bestia, che ha ucciso molte persone. Il demone li affronta riuscendo a sottometterli. Wesley gli aveva sparato con le pistole e poi con un fucile, ma i proiettili non hanno minimamente danneggiato il corpo della Bestia, a quel punto Angel decide di combattere seriamente. Mette in difficoltà la Bestia, ma il demone lo sconfigge, oltre a metterlo in guardia perché ritiene che Cordelia potrebbe non essere al sicuro, insieme a Connor.
La Bestia brucia i corpi delle vittime che aveva ammassato in modo che formassero l'Occhio di Fuoco; con una magia fa cadere una pioggia di fuoco su tutta Los Angeles. I cittadini assistono con sconcerto, compresa Lilah che, con aria amareggiata, vede tutto dal suo ufficio. Angel, condizionato dalle parole della Bestia, va al rifugio di Connor per vedere se Cordelia sta bene. Quest'ultima intanto, ritenendo che Connor abbia sofferto troppo nella sua vita non avendo mai conosciuto la felicità, fa l'amore con lui, ed Angel assiste alla scena da lontano.

## Habeas Corpses
- Titolo Originale: Habeas Corpses
- Diretto da: Skip Schoolnik
- Scritto da: Jeffrey Bell

### Trama
Angel, vedendo Cordelia e Connor fare sesso, si fa trasportare dalla rabbia, ma il giorno dopo si comporta come se niente fosse successo. Anche se Wesley ha ricominciato a lavorare al fianco della Angel Investigations, Gunn lo tratta con ostilità, intanto Connor capisce che Cordelia non ricambia i suoi sentimenti nonostante la notte che hanno trascorso insieme.
Lilah va a casa di Wesley il quale la informa che non intende più stare con lei, anche se Wesley ha affrontato un periodo di smarrimento ora desidera riabbracciare i valori in cui ha sempre creduto e ciò non si concilia con i sentimenti che prova per Lilah, infatti ad allontanarlo da lei non è l'amore per Fred ma la consapevolezza Lilah resterà sempre una persona crudele. Lilah, seppur delusa, accetta la sua decisione ma lo mette in guardia perché il bene assoluto non esiste, Wesley ormai è stato contaminato dall'infamia di conseguenza lui e Fred non potranno mai avere un futuro insieme perché credono in valori troppo diversi.
Lilah e Gavin cercano di rintracciare la Bestia, infatti i Soci Anziani vogliono provare a trovare con il mostro un compromesso, almeno per evitare che la Bestia interferisca con i loro piani. Connor si presenta alla Wolfram & Hart, vuole conoscere meglio la propria natura, tentare di capire il significato della sua esistenza, sperando che Lilah gli dia delle risposte, ma in quel momento arriva la Bestia che fa saltare in aria l'impianto elettrico dell'edificio, il demone uccide Gavin e tutti coloro che lavorano nello studio legale, tranne Lilah la quale spara al mostro, ma i proiettili non sortiscono effetto sul corpo della Bestia.
Connor affronta la Bestia permettendo a Lilah di scappare, l'edificio viene barricato, è un sistema di sicurezza che si attiva da solo in caso di emergenza, intanto la Bestia sconfigge facilmente Connor. Wesley, all'interno dell'edificio, mette Lilah in salvo, infatti un uomo di Wesley è infiltrato alla Wolfram & Hart e lo ha avvisato di quello che stava succedendo. Lilah conduce Wesley all'uscita di emergenza, i due così abbandonano l'edificio, Wesley per il bene della donna le chiede di lasciare Los Angeles di cambiare nome, rimanendo non sarà più al sicuro. Lilah, in segno di riconoscenza nei confronti di Wesley per averla salvata, gli rivela che Connor è alla Wolfram & Hart in modo che possano portarlo in salvo nel caso sia ancora vivo.
Wesley va all'Hyperion Hotel avvisando Angel che Connor è in pericolo alla Wolfram & Hart, Cordelia decide di salvarlo ma Angel non la vuole intorno imponendole di non intromettersi, preferendo recuperare Connor facendosi aiutare solo da Wesley, Gunn e Fred, lo scopo è solo quello di salvare Connor evitando di affrontare la Bestia dato che Angel è ben consapevole di non poterlo sconfiggere. Riescono ad entrare nella struttura dal passaggio dove Wesley era fuggito con Lilah, ritrovano Connor ma i dipendenti della Wolfram & Hart che sono stati uccisi dalla Bestia ritornano in vita come zombie, Wesley ipotizza che è opera di una magia voodoo, un sistema di sicurezza della Wolfram & Hart.
Gli zombie impediscono di raggiungere l'uscita di emergenza, quindi Angel prova a raggiungere la Camera Bianca dove aveva visto la bambina quando provò a salvare Connor, infatti può essere raggiunta solo con l'ascensore, Fred lo riattiva dal pannello elettrico, infine spingendo i pulsanti Angel e gli altri raggiungono la Camera Bianca. Ma proprio lì vedono la Bestia che sta uccidendo la bambina assorbendo l'oscurità in lei, adesso Angel ha capito che la Bestia ha attaccato la Wolfram & Hart perché desiderava uccidere la bambina la quale dichiara che esiste un modo per sconfiggere il demone, infatti guarda Angel, Gunn, Connor, Fred e Wesley affermando che uno di loro cinque conosce la risposta. La Bestia si avvicina pericolosamente a loro ma la bambina prima di morire li salva teletrasportandoli all'Hyperion Hotel.
Wesley ha capito che i mezzi a loro disposizione non sono sufficienti per sconfiggere la Bestia, mentre Angel prova disagio nel vedere Cordelia abbracciare Connor. Infine il vampiro confessa a Cordelia che è ben consapevole che lei ha sedotto Connor, chiedendole di andarsene, non è più la benvenuta all'Hyperion Hotel.

## Un viaggio lungo un giorno
- Titolo originale: Long Day's Journey
- Diretto da: Terrence O'Hara
- Scritto da: Mere Smith

### Trama
Lorne è consapevole che Cordelia ha fatto sesso con Connor, sa che Angel sta soffrendo, ormai è evidente che lui e Cordelia non potranno mai più stare insieme, tuttavia Lorne ritiene che Angel potrà nuovamente innamorarsi in futuro. Anche se Cordelia era stata bandita dall'Hyperion Hotel, torna ugualmente tentando di stabilire una tregua con Angel ritenendo che ora devono unire le forze per sconfiggere la Bestia. Angel è arrabbiato perché, anche se Cordelia appare un po' dispiaciuta per averlo ferito, non si cura di quanto il vampiro stia soffrendo per come lei si è comportata.
Gwen si rivolge alla Angel Investigations, la Bestia ha ucciso il suo cliente, Ashet, strappando un oggetto che quest'ultimo custodiva nel proprio corpo, Wesley inoltre scopre che la bambina nella Camera Bianca era un contatto tra i Soci Anziani e la Wolfram & Hart, ma era pure un totem, si chiamava Mesektet, lei e Ashet insieme a Manjet, Ma'at e Semkhet appartenevano all'ordine di Ra-Tet, un culto che venerava Ra il dio del Sole. Lorne rivela ai suoi amici che recentemente la Bestia ha ucciso Ma'at strappandole via il cuore, adesso appare evidente che il demone sta prendendo di mira tutti i membri del Ra-Tet. Angel e Gwen vanno in una caverna nella Valle della Morte dove dimora Semkhet ma è troppo tardi, la Bestia li ha battuti sul tempo e ha ucciso il quarto totem facendo a pezzi il suo corpo. Fa poi la sua apparizione un uomo di nome Manny, egli è il quinto totem ovvero Manjet il quale custodisce una sfera magica, è venuto dal Belize quando ha saputo della morte di Mesektet.
Manny spiega a tutti che i cinque totem sono molto potenti e il fatto che la Bestia sia capace di ucciderli con tanta facilità è la prova di quanto il demone è potente, i cinque totem racchiudono la magia per oscurare il Sole, effettivamente questo incantesimo all'inizio oscurerà il Sole solo a Los Angeles, e in seguito su tutta la California e infine sul mondo intento, se ciò avvenisse i vampiri e i demoni che generalmente non escono mai di giorno spadroneggeranno. Gwen porta Manny, Angel, Cordelia e Gunn nel proprio appartamento, lì c'è una panic room dove potranno tenere al sicuro Manny, a quel punto Angel stabilisce dei turni di guardia. Quando Angel sorveglia la panic room con dentro Manny, beve del sangue da un bicchiere, si addormenta e al suo risveglio vede Manny morto all'interno della panic room, il sangue della vittima è ovunque, l'assassino lo ha ucciso con estrema brutalità.
L'assassino ha drogato il sangue nel bicchiere da cui Angel ha bevuto, inoltre ha manomesso il sistema elettrico in modo da disattivare le videocamere di sicurezza, Gunn esclude che sia stata la Bestia a uccidere con tanta scaltrezza, chiaramente aveva un complice che ha ucciso Manny al suo posto, inoltre dalla testa della vittima ha estratto la sfera che lui custodiva. Gwen sospetta di Angel, Gunn e Cordelia, non ha dubbi che è stato uno di loro a uccidere Manny perché solo loro conoscevano i turni di guardia. Wesley scopre che la sfera dentro Manny, assemblata con gli altri due oggetti che erano dentro i corpi di Semkhet e Ashet, crea un artefatto magico che oscurerà il Sole.
La Bestia si presenta nel rifugio di Connor, lo scaraventa via dalla finestra e lì inizia il rituale per oscurare il Sole, assembla i tre oggetti e con l'oscurità estratta da Mesektet contamina la sfera, consacra poi l'artefatto magico con il cuore di Ma'at. Intervengono Angel e i suoi amici, Wesley e Fred evocano un portale sperando che, bandendo la Bestia in un'altra dimensione, riusciranno a sbarazzarsi del demone, ma è inutile infatti la Bestia è immune alla loro magia. La Bestia fugge e il Sole inizia a oscurarsi.
Cordelia ha una visione dove la Bestia in passato dialogava con Angelus, a quanto pare si conoscevano, era questo che Mesektet stava cercando di dirgli prima di morire, ovvero che Angel è l'unico che conosce un modo per sconfiggere la Bestia, ma la cosa strana è che Angel non ricorda di aver conosciuto la Bestia quando era ancora un vampiro privo di un'anima.

## Risveglio
- Titolo Originale: Awakening
- Diretto da: James A. Contner
- Scritto da: David Fury e Steven S. DeKnight

### Trama
I media non si spiegano l'oscuramento del Sole su Los Angeles, intanto Angel canta per Lorne, ma quest'ultimo nella sua aura non vede niente che possa ricollegarlo alla Bestia. Angel ricorda ogni cosa del periodo in cui era Angelus, ma stranamente, anche se in passato ha realmente conosciuto la Bestia, non riesce a rievocarne il ricordo. Cordelia spiega ai suoi amici che gli zingari avevano maledetto Angel dandogli un'anima quando era un vampiro crudele, in modo che il senso di colpa per i misfatti commessi lo perseguitasse; l'anima può essergli sottratta solo se vive un momento di felicità assoluta.
Connor accusa Angel di essere la causa di tutte le disgrazie che recentemente sono avvenute, intanto Wesley porta all'Hyperion Hotel uno sciamano. Si chiama Wo-Pang e appartiene all'ordine di Kun-Sun-Dai, Angel li conosce di fama, praticano la magia nera. Wesley spiega al vampiro che Wo-Pang ha il potere di estrarre l'anima da una persona: dovrà privare temporaneamente Angel dell'anima e, quando tornerà a essere Angelus, quest'ultimo dovrà fornire tutte le informazioni di cui è in possesso sulla Bestia, e successivamente Wo-Pang restituirà a Angel la sua anima.
Angel all'inizio si oppone al piano, sapendo che liberare la sua controparte malvagia è troppo rischioso, Angelus è di una pericolosità estrema. Cordelia è pienamente d'accordo dato che, quando era una delle Forze dell'Essere, ha avuto modo di vedere quanto Angelus fosse malvagio, e anche quando era una ragazza a Sunnydale aveva constatato il suo pericoloso ingegno e crudeltà. Tuttavia, Angel torna sui propri passi capendo che l'astuzia di Angelus è l'arma di cui hanno bisogno. 
Nella cantina dell'Hyperion Hotel fa montare una gabbia rinforzata e ci si chiude dentro con Wo-Pang, il quale userà una piccola ampolla di vetro chiamata Muo-Ping che conterrà l'anima del vampiro. Tuttavia, Wo-Pang cerca di uccidere Angel dentro la gabbia. Si trattava di una trappola poiché lui lavora per la Bestia. Angel riesce a difendersi, lui e i suoi amici affrontano lo sciamano che, infine, commette suicidio.
Wesley si scusa con Angel, rivolgersi allo sciamano è stato un errore. Angel apprezza l'umiltà con cui il suo amico, per la prima volta, gli ha rivolto le sue scuse. Wesley, una volta spogliato Wo-Pang, vede che su suo corpo ha tatuate delle scritture che raccontano della battaglia del Kun-Sun-Dai contro l'ordine di Bosh M'ad. Riuscirono a sconfiggerli, impedendogli di usare il Dente di Luce, arma che il Bosh M'ad aveva forgiato per uccidere la Bestia. Cordelia ha una visione, scoprendo che l'arma in questione è la Spada di Bosh M'ad e si trova in un punto di convergenza che si può raggiungere anche dai sotterranei di Los Angeles. Angel, accompagnato da Wesley, Connor e Cordelia, raggiunge il nascondiglio della Spada di Bosh M'ad e la impugna; scattano delle trappole, ma Angel e Cordelia si mettono in salvo.
Cordelia, in un momento di disperazione, ammette di aver sbagliato tutto. Non avrebbe dovuto fare l'amore con Connor, si è sentita smarrita e ha commesso un errore. All'inizio era inorridita dai crimini che Angel aveva compiuto quando era un vampiro senz'anima, ma ora ha capito che ciò che veramente conta è il bene che lui ha fatto. Lui è il solo uomo che desidera, Angel la perdona e i due si baciano sotto lo sguardo di Connor. Quest'ultimo si arrabbia e combatte contro suo padre, a quel punto Angel perde la pazienza e gli fa capire che deve crescere, che Cordelia non le appartiene; infatti, anche Cordelia gli spiega che non può continuare a vederla come una sua proprietà.
Angel torna all'Hyperion Hotel. La Bestia fa la sua comparsa e il vampiro usa contro di lui la Spada di Bosh M'ad, ma la Bestia con la sua mano destra la spezza. Proprio quando il demone sta per uccidere Angel, in suo aiuto interviene Connor che riesce a distrarre la Bestia. Angel ne approfitta, afferra la lama della spada e la affonda nel corpo della Bestia, che muore polverizzandosi e annullando l'incantesimo che oscurava il Sole, il quale riprende a risplendere. Gunn e Wesley si riconciliano, mentre Connor decide di rinunciare a Cordelia senza provare rancore per Angel, riconoscendo che lei ha sempre amato il vampiro. Angel confessa a Cordelia che l'unica cosa che vuole è stare al suo fianco, i due non hanno più ostacoli e il loro sentimento può trionfare; Angel e Cordelia fanno l'amore, ma in quel momento Angel pronuncia il nome di Buffy perché, proprio come quando Buffy si concesse a lui, insieme a Cordelia ha sperimentato la felicità assoluta. Angel perde l'anima e torna ad essere Angelus.
Il vampiro è ancora nella gabbia con Wo-Pang; infatti, tutto quello che ha vissuto era solo un'illusione e un sogno per risvegliare Angelus. L'anima del vampiro adesso è contenuta nel Muo-Ping, mentre Angelus guarda Wesley, Cordelia, Connor e Gunn, ridendo con soddisfazione.

## Senz'anima
- Titolo Originale: Soulless
- Diretto da: Sean Astin
- Scritto da: Sarah Fain e Elizabeth Craft

### Trama
Ora che a Los Angeles non splende più il Sole, è diventata un perfetto territorio di caccia per i vampiri che arrivano da fuori città. Wesley è consapevole che Angelus è estremamente astuto e proverà a fuggire dalla gabbia. Ha trascorso anni a documentarsi su di lui, conosce ogni atrocità di cui Angelus è stato colpevole. Prova a interrogarlo e, in effetti, il vampiro ricorda bene la Bestia, e Wesley trova strano che lui riesca a ricordare il demone mentre Angel non ne aveva memoria. Angelus, comunque, non intende dirgli nulla, arriva anche a provocarlo affermando che Wesley desidera avere Fred, che però sta con Gunn, oltre al fatto che invidia Angel, da sempre ritenuto un campione mentre lui è solo una nullità.
Angelus umilia Cordelia davanti agli amici rivelando a tutti che lei ha sedotto Connor. Fred si avvicina alla gabbia per dare ad Angelus del sangue, lui riesce ad afferrarla, ma prima che possa farle del male Wesley lo narcotizza, sparandogli dei tranquillanti. Dopo quanto accaduto, Fred e Wesley, in un momento di debolezza, si baciano. Ciò scatena la rabbia di Gunn, il quale accusa Wesley di aver solo collezionato fallimenti, a cominciare dal rapimento di Connor. Wesley gli fa notare che il problema di Gunn è il fatto che non si sente all'altezza di Fred, infine i due fanno a pugni e, senza volerlo, Gunn finisce col colpire Fred.
Connor si mette a parlare con Angelus. Quest'ultimo evidenzia come suo figlio ormai sia solo una persona con una mente deviata, tanto che proietta su suo padre i propri desideri omicidi, oltre al fatto che ha perso la propria verginità con Cordelia, la donna che in principio era stata la sua figura materna. Angelus menziona anche Darla e Holtz, sottolineando come entrambi abbiano preferito morire, piuttosto che stargli accanto. Connor, esternando ancora una volta il suo disprezzo per Angel, afferma che quest'ultimo è sempre stato un uomo falso. Al contrario, crede che sia Angelus la sua vera natura, ritenendo Angelus il suo vero padre. Si avvicina alla gabbia con l'intenzione di uccidere suo padre, il quale si diverte, ma Cordelia lo allontana volendo parlare con Angelus da sola.
Lei è consapevole che Angelus la desidera, quindi, se le informazioni che condividerà sulla Bestia dovessero aiutarli a uccidere il demone, si concederà ad Angelus come lui preferisce. Allettato, il vampiro decide di accettare. 
Rivela a Wesley che conobbe la Bestia nel 1789. Wesley ricorda che il quel periodo Angelus si trovava in Prussia. Il vampiro racconta che, mentre raggiungeva Vienna nel sentiero che stava percorrendo trovò una scia di cadaveri; era stata la Bestia a ucciderli perché voleva attirare l'attenzione di Angelus e proporgli un'alleanza. Il vampiro avrebbe ucciso al suo posto le Svear, un ordine di sacerdotesse che voleva usare una magia tanto potente che avrebbe bandito la Bestia dalla Terra. Il demone non poteva avvicinarsi a loro perché erano protette da una magia invalicabile, era necessario che Angelus le uccidesse per lui. Angelus si rifiutò e la Bestia si accanì contro di lui, ma fortunatamente le Svear lo salvarono, bandendo la Bestia dalla Terra.
Cordelia, Fred e Wesley fanno delle ricerche sulle Svear, ma non trovano nulla di utile; non si sa che fine abbiano fatto, ma Gunn trova nell'elenco telefonico l'indirizzo della famiglia Svear. Chiaramente discende dalle sacerdotesse e vivono a Los Angeles, a Pacoima. Wesley va a casa loro accompagnato da Connor e Cordelia, ma trovano tutta la famiglia Svear trucidata. È implicito sia stata la Bestia: quando il demone era apparso, la famiglia Svear si stava prodigando per usare la magia contro la Bestia, ma è stata uccisa prima di poterlo fare. Wesley, guardando i corpi, deduce che erano morti già da qualche giorno, arrivano poi dei vampiri e Connor, Wesley e Cordelia fuggono.
Angelus pretende che Cordelia rispetti la sua parte dell'accordo, ma lei si rifiuta di farlo. Il patto era che le informazioni di Angelus li aiutassero a sconfiggere la Bestia, ma, ora che non è più possibile usare la magia delle Svear, tutto quello che hanno saputo dal vampiro non è servito a niente, invalidando l'accordo. Gli amici di Angel si preparano a restituirgli l'anima, ma il Muo-Ping dove l'anima era custodita è scomparso. Non è più nella cassaforte dove lo avevano riposto.

## Calvario
- Titolo originale: Calvary
- Diretto da: Bill Norton
- Scritto da: Jeffrey Bell, Steven S. DeKnight e Mere Smith

### Trama
Gunn decide di lasciare Fred, lei ha baciato Wesley perché in fondo lo desiderava. Ammette di averla amata come non gli era mai successo, ma ormai ha capito che ciò che può offrirle non è più sufficiente. 
Lilah entra di nascosto nella cantina dell'Hyperion Hotel dialogando con Angelus. È arrabbiata perché la Bestia ha ucciso tutti i suoi colleghi della Wolfram & Hart e ormai è sola, ha perso il potere e la posizione che aveva.
Quando Gunn si accorge della sua presenza, lei scappa dal passaggio per le fogne, ma Wesley riesce a bloccarla. Proprio nelle fogne Lilah si è creata un rifugio. Desidera distruggere la Bestia nella speranza che tutto torni come prima, e rivuole i propri privilegi. Wesley vede che Lilah è in possesso di un libro, il Compendium di Rhinehardt, al cui interno sono presenti delle pagine dedicate alla Bestia. La cosa strana è che pure Wesley ha una copia del Compendium di Rhinehardt identica a quella di Lilah, con la sola differenza che nella sua non ci sono riferimenti alla Bestia. Lilah gli spiega che la propria copia l'aveva ottenuta da un mercato che tratta articoli provenienti da altre dimensioni. Wesley ha ormai capito che il motivo per cui finora non hanno trovato informazioni sulla Bestia è perché qualcuno deve averne cancellato ogni ricordo, e tutti i riferimenti al demone in questo piano dimensionale; ecco perché Angel non ricordava di averlo conosciuto, mentre la coscienza di Angelus, essendo separata da quella di Angel, era capace di ricordare il demone.
Ormai si rafforza sempre di più l'idea che la Bestia abbia un complice, il quale deve aver ucciso la famiglia Svear. Angelus li accusa tutti di ingenuità perché non hanno capito la vera essenza della minaccia che stanno affrontando: la Bestia è potente, ma tutti i piani ben congegnati che finora ha portato a termine non sono nel suo stile; la Bestia sta lavorando per un'altra persona, qualcuno di ancora più pericoloso. Intanto, la Bestia si inginocchia davanti al proprio misterioso padrone e gli offre in dono un pugnale, che la Bestia stessa ha creato con le proprie ossa.
Cordelia ha una visione: esiste un modo per restituire l'anima ad Angel, ma è necessaria la testa di un Mangia Anime; Connor e Gunn ne dissotterrano uno, il Mangia Anime li affronta ma Gunn lo uccide a colpi di spada, mentre Cordelia e Fred preparano sette talismani fatti con delle ossa di gallina, che tutti loro dovranno indossare per l'incantesimo che restituirà l'anima ad Angel. Tramite la testa del Mangia Anime, Wesley esegue l'incantesimo. Angelus tenta di scoraggiarli perché stanno praticando la magia nera e ciò potrebbe avere delle brutte conseguenze. L'incantesimo viene eseguito, Angel sembra tornato quello di prima e arriva anche a cantare per Lorne, che dalla sua aura ha accertato che il vampiro è nuovamente in possesso dell'anima. Cordelia lo fa uscire dalla cella, ma in realtà quello si rivela essere ancora Angelus che fugge. L'anima non era ritornata nel suo corpo.
Cordelia e Lilah rimangono a guardia dell'Hyperion Hotel, mentre Wesley, Gunn, Connor, Lorne e Fred escono per dare la caccia ad Angelus, il quale ora che è libero non si diverte; infatti, non ci sono umani da prendere di mira perché per l'oscuramento del Sole soltanto i demoni escono per le strade. Angelus torna all'Hyperion Hotel, vuole uccidere Lilah e Cordelia che però lo affrontano. Il vampiro aggredisce Lilah, ma quest'ultima riesce a sopraffarlo, infine tenta di scappare, ma viene bloccata da Cordelia la quale ammette che, proprio sapendo che Angel non aveva riavuto indietro l'anima, e che l'incantesimo non aveva funzionato, ha voluto liberato dalla gabbia. Senza pietà uccide Lilah pugnalandola al collo con il pugnale fatto con le ossa della Bestia: è Cordelia la persona per cui la Bestia lavora.

## Salvataggio
- Titolo Originale: Salvage
- Diretto da: Jefferson Kibbee
- Scritto da: David Fury

### Trama
Angelus vede il corpo senza vita di Lilah e ne approfitta per morderla al collo e nutrirsi del suo sangue, ma viene colto sul fatto da Wesley e Gunn, i quali ora credono erroneamente che sia stato Angelus a ucciderla. Il vampiro fugge, mentre Connor, poiché tutti danno per scontato che sia stato Angelus a uccidere Lilah, fa tenere presente che suo padre potrebbe averla generata in un vampiro; quindi, Wesley decide di tagliarle la testa.
La comunità demoniaca è felice che Angelus sia tornato a essere una creatura malvagia. Trova due vampiri che decidono di servirlo e lo conducono dalla Bestia. Intanto, Cordelia restituisce al demone il pugnale fatto con le ossa della Bestia, ancora sporco del sangue di Lilah. È proprio l'odore del sangue ad attirare Angelus. Finalmente, lui e la Bestia si confrontano: il demone vuole che Angelus diventi uno dei seguaci del suo padrone, ma lui si rifiuta categoricamente, arrivando a insultare la Bestia che lo attacca. Il vampiro schiva i suoi colpi e fugge. Cordelia rimprovera la Bestia per aver permesso al vampiro di provocarlo, anche perché, almeno per ora, Angelus gli serve vivo. Infine, Cordelia e la Bestia si baciano.
Wesley immagina di conversare con Lilah. Lui rifiuta la sola idea che quest'ultima lo avesse amato, non ritenendo Lilah capace di provare un sentimento del genere. È arrabbiato perché conservava la remota speranza di poterla redimere, poi con un'ascia le taglia la testa. 
Faith Lehane sta ancora scontando la propria pena in un carcere femminile. Una detenuta cerca di ucciderla, ma lei riesce a metterla al tappeto In seguito, Wesley aiuta la ragazza a evadere dal carcere, le serve il suo aiuto per fermare Angelus. Non intendono ucciderlo, ma solo catturarlo.
Wesley porta Faith a Los Angeles, dove vengono attaccati da alcuni vampiri che la Cacciatrice uccide facilmente. Tra i demoni si sparge la voce che la Cacciatrice è a Los Angeles e, quando Angelus lo viene a sapere, dopo aver appurato che Buffy è a Sunnydale, capisce che si tratta di Faith. 
Cordelia è decisamente infastidita dalla presenza di Faith, che impone a Connor di non partecipare alla missione avendo capito che il ragazzo, animato dall'odio verso suo padre, non esiterebbe a ucciderlo. Faith e Wesley trovano Angelus in un magazzino assieme alla Bestia. Angelus propone al demone di uccidere la Cacciatrice.
Wesley affronta i vampiri di Angelus, mentre Faith combatte contro la Bestia, ma lo scontro è praticamente a senso unico; la Bestia la sconfigge senza sforzo, ma cade nella trappola di Angelus che, approfittando di un momento di distrazione della Bestia, lo pugnala alla schiena proprio con lo stesso pugnale fatto con le ossa della Bestia. Solo un oggetto generato dal corpo del demone stesso poteva ferirlo mortalmente. La Bestia muore e l'incantesimo che oscurava il Sole svanisce. La luce del giorno torna a risplendere, e i due vampiri che lottavano contro Wesley muoiono bruciati vivi dai raggi del Sole. Faith, a causa delle ferite riportate dallo scontro con la Bestia, non può affrontare Angelus. Con delle catene infrange una vetrata facendo passare la luce del Sole e costringendo Angelus ad allontanarsi. Cordelia fa a Connor un'inaspettata rivelazione: è incinta, aspetta un bambino da lui, infine lo bacia.

## Liberazione
- Titolo originale: Release
- Diretto da: James A. Contner
- Scritto da: Steven S. DeKnight, Sarah Fain e Elizabeth Craft

### Trama
Wesley porta Faith a casa sua, la ragazza si spoglia e mentre si fa una doccia, riprendendosi dal brutale pestaggio ricevuto dalla Bestia, in uno slancio di rabbia distrugge con i suoi pugni una delle pareti. Connor, a causa dell'astio contro suo padre, trova fastidioso che proprio ad Angelus vada il merito di aver sconfitto la Bestia, intanto Angelus, in un bar frequentato da demoni, sente qualcuno che lo chiama: è Cordelia che è entrata in contatto telepatico con lui, senza che Angelus ne riconosca la voce, limitandosi solo a presentarsi come il padrone della Bestia, vuole che il vampiro lavori seguendo i suoi ordini, ha dei progetti per lui.
Fred vuole ritornare con Gunn, ammette di aver sbagliato a baciare Wesley, tuttavia anche se Gunn prova ancora qualcosa per lei non intende salvare il loro amore pur precisando che la sua decisione non è legata a quello che è accaduto con Wesley. Cordelia si mette nuovamente in contatto telepatico con Angelus mettendo in chiaro che se il vampiro non le ubbidirà gli restituirà la sua anima dato che è ancora contenuta nel Muo-Ping da lei rubato.
Wesley e Faith vanno nel bar dove prima era stato Angelus, lì vedono dei vampiri storditi essendosi nutriti del sangue di alcune ragazza che hanno fatto uso di droghe, infatti Wesley spiega a Faith che per i vampiri il sangue contaminato dalle droghe ha effetti quasi tossici. Wesley interroga una delle ragazze, arriva anche a ferirla con un coltello pur non danneggiando nessuna arteria, vuole sapere qualche informazione, lei si limita a dirgli che lo aveva sentito parlare da solo (mentre nella sua mente conversava con Cordelia) da ciò Wesley intuisce che il padrone della Bestia si è messo in contatto con il vampiro. Faith ha trovato fin troppo brutale il comportamento di Wesley nei confronti di quella ragazza, ma lui le fa capire che è necessario essere cattivi per sconfiggere Angelus, quando Faith lo affronterà dovrà dare il meglio di lei.
Grazie a un'intuizione di Lorne, finalmente Wesley e Faith trovano il nascondiglio di Angelus, armato di fucile Wesley gli spara ma Angelus evita i proiettili e lo sconfigge, poi affronta Faith in un combattimento molto violento da cui ne esce vincitore, infine la morde al collo.

## Orpheus
- Titolo originale: Orpheus
- Diretto da: Terrence O'Hara
- Scritto da: Mere Smith

### Trama
Angelus, dopo essersi nutrito del sangue di Faith, inizia a sentirsi male. Mentre Wesley tentava di sparargli, la Cacciatrice con una siringa si è iniettata la droga, in questo modo il suo sangue contaminato si è rivelato tossico per il vampiro, che infatti perde i sensi. Anche Faith rimane stordita dalla sostanza che ha assunto. Wesley riporta Angelus e Faith all'Hyperion Hotel. Il vampiro viene chiuso nella gabbia, mentre Faith viene sdraiata su un letto. Lorne ha capito che la droga assunta da Faith è l'Orpheus, un allucinogeno con proprietà mistiche.
Willow raggiunge Los Angeles su richiesta di Fred. È stata lei in passato a restituire ad Angel la sua anima, fu il suo primo incantesimo, e probabilmente solo lei sa come ritrovarla. Intanto, per via dell'Orpheus, Angelus e Faith condividono lo stesso sogno, dove rivivono la storia di Angel dopo che l'anima gli venne restituita. Faith è costretta a constatare quanto fosse solitaria la vita di Angel, quando iniziò a espiare le colpe del suo passato.
L'anima di Angel è però ancora intrappolata nel Muo-Ping, il quale non può essere rintracciato con la magia. A Willow viene l'idea di usare un oggetto magico, chiamato Freccia di Delothrian, che ha il potere di distruggere un determinato bersaglio a distanza, pur non conoscendo la sua ubicazione. La useranno per distruggere il Muo-Ping. 
Cordelia, dalla sua camera da letto, usa la magia per interferire con l'incantesimo di Willow, ma Connor, inavvertitamente, finisce per distrarla. Willow usa la Freccia di Delothrian e distrugge il Muo-Ping; ora, l'anima di Angel è libera e Willow riesce a risucchiarla nel Globo di Thesulah.
Cordelia decide di uccidere Angel e riesce a condizionare Connor affinché elimini suo padre, facendogli credere che l'incantesimo di Willow fallirà e che Angelus resterà sempre una minaccia. Intanto, Angel nella propria mente affronta Angelus, ma in quel momento Willow restituisce al vampiro la sua anima con un incantesimo. Sia Angel che Faith si risvegliano e Connor mette al tappeto Gunn, che stava sorvegliando Angel. Proprio quando si appresta a uccidere suo padre, interviene Faith che lo affronta sconfiggendolo.
Willow e Angel si abbracciano, mentre Faith e Wesley si salutano da buoni amici; infine, Willow torna a Sunnydale, accompagnata da Faith. Cordelia si presenta ai suoi amici rivelando a tutti di essere incinta, tra l'altro in uno stato avanzato della gravidanza.

## Giocatori
- Titolo originale: Players
- Diretto da: Michael Grossman
- Scritto da: Jeffrey Bell, Sarah Fain e Elizabeth Craft

### Trama
Adesso che Connor e Cordelia hanno annunciato a tutti la gravidanza, gli amici non possono fare a meno di diffidare di questo strano avvenimento. Lorne intuisce che si tratta di una gravidanza metafisica. Connor si arrabbia vedendo che nessuno è felice del bambino che sta per nascere, e Angel guarda Cordelia con sospetto, come se avesse intuito qualcosa. Connor inizia così a diffidare di Cordelia: lei voleva spingerlo a dubitare che l'incantesimo di Willow avrebbe funzionato non riuscendo a restituire l'anima a suo padre, e che, se lui avesse rispettato gli ordini di Cordelia, avrebbe commesso un errore gravissimo; tuttavia, ormai è troppo debole e Cordelia riesce ad abbindolarlo con facilità.
Gwen si presenta all'Hyperion Hotel. Desidera l'aiuto di Gunn per salvare una bambina. Gwen gli rivela che un suo cliente l'aveva assunta per danneggiare Takeshi Morimoto, un potente uomo d'affari; Morimoto per vendicarsi ha rapito Lisa, la figlia del cliente di Gwen, e ora lei vuole salvarla. Gunn e Gwen vanno ad una festa nella villa di Morimoto fingendo di essere due invitati. Avvistata la piccola Lisa, sotto la tutela delle guardie di sicurezza di Morimoto, Gunn riesce a portarla via.
La bambina, tuttavia, non intende seguire Gunn e afferma addirittura di non essere in pericolo: quella è la sua casa, non si chiama Lisa ma Aiko, ed è la figlia di Morimoto. Gunn ha capito che Gwen non ha fatto altro che ingannarlo e voleva soltanto che Gunn attirasse l'attenzione delle guardie del corpo di Morimoto, in modo da agire indisturbata per arrivare alla cassaforte al cui interno è custodito un piccolo dispositivo elettronico. Gunn la raggiunge e pretende una spiegazione: lei gli rivela che il congegno elettronico è L.I.S.A. (Localizzatore Ionico di Sensori Attivi). È stato creato dall'intelligence militare e brevettato dalla società di Morimoto, e ha la funzione di regolare la temperatura del corpo umano e la frequenza cardiaca.
Quando Gunn le chiede l'identità del cliente che le ha commissionato questo incarico, Gwen preferisce non rispondergli. Arriva poi Morimoto con le sue guardie che, armati di pistole, minacciano di morte Gunn e Gwen intimandogli di lasciare L.I.S.A. ma Gwen, iniziando ad arrabbiarsi, non intende cedere il dispositivo che aumenta il suo potere. Proiettando una scossa elettrica, stordisce Morimoto e i suoi uomini. Gunn, dalla reazione di Gwen, capisce che la ragazza gli ha mentito un'altra volta. Nessuno l'aveva incaricata di rubare L.I.S.A., ma voleva il dispositivo a proprio beneficio personale.
Gwen torna nel proprio appartamento insieme a Gunn, poi si spoglia davanti a lui. Si stende sul letto e Gunn applica L.I.S.A. sulla sua schiena, dove il dispositivo si attacca alla pelle della ragazza garantendole una padronanza assoluta dei suoi poteri. Lei non ha mai potuto toccare una persona senza rischiare di ucciderla con l'elettricità, e Gunn ha capito che, per via della pericolosità del proprio potere, non ha mai fatto l'amore con nessuno. Finalmente, grazie a L.I.S.A., riesce a baciare Gunn senza fargli del male, e si concede a lui perdendo la propria verginità.
Lorne informa gli amici che userà un incantesimo per rafforzare il proprio potere empatico, in modo da poter comprendere la natura della gravidanza di Cordelia. Per fare l'incantesimo dovrà rimanere completamente solo. Tutto solo in un luogo isolato, si prepara per l'incantesimo, ma Cordelia, che non vuole che qualcuno scopra il segreto che si nasconde dietro la gravidanza, armata di pugnale gli si accosta con l'intenzione di ucciderlo. Viene però circondata da Angel, Fred e Wesley, poiché si trattava di una messa in scena. Angel le ha teso una trappola per smascherarla.

## Dentro e fuori
- Titolo originale: Inside out
- Diretto da: Steven S. DeKnight
- Scritto da: Steven S. DeKnight

### Trama
La puntata inizia da dove si era concluso l'episodio precedente, in cui Angel, Lorne, Wesley e Fred circondano Cordelia. Quando quest'ultima aveva annunciato la gravidanza, ha usato le stesse parole usate dal padrone della Bestia quando si era messo in contatto telepatico con Angelus, ed è così che Angel ha dedotto che sono la stessa persona. Ha capito anche che quella non è Cordelia, ma solo un'entità malvagia che ha preso possesso di lei. Connor, credendo Cordelia in pericolo, la porta in salvo, ignaro che un'essenza maligna ha preso possesso del suo corpo. Lei ormai è riuscita a plagiare totalmente il figlio di Angel.
Gunn torna all'Hyperion Hotel scoprendo quello che è accaduto. Tutti iniziano a ricostruire gli eventi: un'entità malvagia si è unita a Cordelia quando lei aveva vissuto sul piano superiore come una delle Forze dell'Essere; di conseguenza, quando lei è tornata sulla Terra come umana, l'entità l’ha seguita annidandosi in lei. Quando poi Lorne ha usato su Cordelia l'incantesimo per restituirle i ricordi, ha finito invece col risvegliare l'entità malvagia che aveva preso il suo posto. L'entità, manovrando il corpo di Cordelia, ha evocato la Bestia, ha trucidato la famiglia Svear e ha ucciso Lilah, inoltre è stata sempre l'entità ad assassinare Manny; infatti, mentre Angel lo sorvegliava, ha drogato il bicchiere dal quale il vampiro stava bevendo il sangue aspettando che Angel si addormentasse, poi ha ucciso Manny con 40 colpi d'ascia. Mentre lo uccideva, era completamente nuda per evitare che gli schizzi di sangue della vittima le sporcassero i vestiti e potessero incriminarla. È stata lei a rubare dalla cassaforte il Muo-Ping con dentro l'anima di Angel, mentre l'incantesimo che aveva progettato con l'apparente intenzione di restituire al vampiro la sua anima era stata una messa in scena. Ha maledetto il talismano di Lorne, in modo da sopprimere il suo potere empatico e non permettergli di capire che l'anima di Angel non era tornata nel suo corpo. La Wolfram & Hart aveva sottratto dalla mente di Lorne tutto ciò che aveva visto sul destino di Cordelia, con lo scopo di individuare l'entità malvagia.
Una ragazza viene aggredita da un vampiro, ma Connor lo uccide e rapisce la ragazza. Lei è vergine ed è necessaria la morte di una vergine affinché il parto di Cordelia avvenga. 
Angel confessa a Wesley che è dispiaciuto della morte di Lilah, anche se erano nemici sa quanto lei fosse importante per Wesley. Quest'ultimo suggerisce di chiedere aiuto alle Forze dell'Essere, ma Angel si rifiuta di farlo; probabilmente, già sapevano che l'entità misteriosa si sarebbe manifestata, ma hanno preferito rimanerne in disparte. Tuttavia, va a chiedere delle informazioni a Skip, che era presente quando Cordelia è diventata una delle Forze dell'Essere. Skip si rivela sorpreso quando Angel gli confessa che Cordelia è tornata sulla Terra, ma lui non gli crede, ha capito che sta mentendo. Angel lo affronta sconfiggendolo e lo porta all'Hyperion Hotel, dove Skip viene intrappolato in un cerchio mistico.
Darla si presenta a Connor come visione. Lo supplica di liberare la ragazza, tentando di fargli capire che non può continuare ad accampare scuse per comportarsi male. L'entità riesce a vedere Darla, convincendo Connor che si tratta solo di un incantesimo di Angel per manipolarlo. Ormai Connor è completamente asservito all'entità malvagia e fa tutto quello che gli ordina.
Fred e Angel minacciano di torturare Skip, il quale confessa la verità: lui lavora per l'entità, non sa come si chiama, ma è stata lei a manipolare gli eventi come la morte di Alonna, l'esilio di Fred a Pylea, la relazione tra Wesley e Lilah, oltre a Lorne che ha abbandonato la propria dimensione natale, ma soprattutto ha fatto in modo che Angel e Darla, due vampiri, concepissero Connor. Adesso, Wesley e Angel comprendono che l'entità ha fatto in modo che Cordelia ottenesse il potere delle visioni, in modo che le Forze dell'Essere la premiassero trasformandola in una di loro e impadronendosi di lei, poi assumendo il controllo del suo corpo ha sedotto Connor, nato per volere dell'entità, affinché quest'ultimo la mettesse incinta. Il corpo umano di Cordelia è però troppo vulnerabile e l'entità ha bisogno di una forma fisica che possa essere tutta sua; il bambino che sta per nascere è l'entità stessa che avrà un proprio corpo.
Skip spiega ad Angel che Cordelia dopo il parto morirà, quando l'entità abbandonerà il suo corpo per averne uno proprio. Nel migliore dei casi, la ragazza finirà in coma. È necessario uccidere l'entità finché è ancora dentro Cordelia, ciò significa che Angel dovrà uccidere la donna che ama prima che il parto avvenga e che l'entità ottenga una propria forma corporea. Angel e i suoi amici rintracciano Connor con il Rituale Bu'shundi. L'entità uccide la ragazza vergine e il parto ha inizio, scatenando un terremoto che indebolisce il cerchio mistico. Skip si libera e mette fuori combattimento Gunn; tuttavia, Wesley spara a Skip uccidendolo. Angel raggiunge Cordelia, ma non fa in tempo a ucciderla perché viene fermato da Connor. Quando il parto avviene, si genera una massa di luce che prende le sembianze di una donna; dal momento in cui la vede, Angel ne rimane ammaliato e lei lo guarda con un sorriso gentile.

## Felici e contenti
- Titolo originale: Shiny Happy People
- Diretto da: Elizabeth Craft e Sarah Fain
- Scritto da: Steven S. DeKnight

### Trama
Cordelia è sopravvissuta al parto ma è caduta in un coma profondo, Angel e Connor sono affascinati dall'entità ora che lei ha un corpo, addirittura Angel si sente in colpa per aver quasi impedito il suo avvento dandole il permesso di punirlo uccidendolo, ma lei rivelandosi estremamente gentile e comprensiva lo perdona oltre a ringraziare Cordelia che con il suo sacrificio le ha permesso di ottenere una forma corporea. Angel e suo figlio portano una Cordelia priva di conoscenza all'Hyperion Hotel accompagnati dalla dea che si manifesta ai loro amici che le giurano fedeltà dal momento in cui la vedono in uno stato di serenità collettiva.
La dea racconta a Angel, Gunn, Fred, Connor, Wesley e Lorne la sua storia, lei è una delle Forze dell'Essere, furono loro i primi ad abitare la Terra ma quando il bene e il male divennero due cose distinte le Forze dell'Essere abbandonarono la Terra dato che, con la comparsa dei demoni, le forze oscure divennero troppo forti. Tuttavia nacque l'essere umano e le Forze dell'Essere videro negli uomini la speranza di riportare equilibrio nel mondo, ma lei non accettava il modo in cui le altre Forze dell'Essere operavano, senza intervenire direttamente, sentiva che solo guidando gli uomini in prima persona avrebbe reso migliore l'umanità. La dea svela il segreto della nascita di Connor, tutto è iniziato quando Angel e Lorne volevano salvare Darla (quando lei stava per morire di sifilide) Angel superò delle prove affinché lei fosse salva ma ciò non servì a impedirle di morire, tuttavia a Darla le venne data inconsapevolmente l'opportunità di generare una vita, questo ha permesso la nascita di Connor, infatti affinché la dea avesse un corpo tutto suo aveva bisogno di Connor che a sua volta è un miracolo vivente essendo il figlio di due vampiri, ovvero due umani che sono stati contagiati delle forze oscure, il cui padre però è un vampiro con un'anima.
La dea non ha un nome suo, lei desidera portare pace nel mondo debellando ogni male con la promessa che quando ciò avverrà Cordelia si risveglierà dal coma. Angel e i suoi amici accompagnano la dea in una sala bowling dove ci sono dei vampiri e li uccidono, tuttavia uno di loro graffia il braccio della dea facendola sanguinare, poi il vampiro fugge in un ristorante e ferisce con la sua mano (sporca del sangue della dea) un uomo di nome Stoler il cui sangue si mischia con quello della dea. Angel uccide il vampiro e la dea si presenta alla comunità di Los Angeles, tutti le giurano devozione, ma Stoler invece tenta di aggredirla, Angel lo picchia anche se la dea lo ferma non ritenendo necessario uccidere Stoler, accarezzandogli il viso e facendolo ricoverare in un ospedale.
Nel giro di pochi giorni Angel i suoi compagni uccidono vari demoni, la criminalità a Los Angeles e quasi totalmente estinta grazie alla dea. Fred tenta di lavare il sangue dalla maglia della dea (quando venne aggredita dal vampiro) ma sfregando con troppa energia si ferisce alla mano e il sangue della dea si mischia con quello di Fred, quest'ultima vede il vero volto della dea, un essere putrefatto e inumano, perde la capacità di amarla incondizionatamente ma senza che nessuno se ne renda conto. Fred va a trovare Stoler in ospedale scoprendo che pure lui ha visto come Fred il vero volto della dea, tra l'altro il lato sinistro del viso di Stoler (dove la dea lo aveva accarezzato) è diventato mostruoso, Stoler cerca di far capire a Fred che lei deve uccidere la dea.
L'Hyperion Hotel ospita un evento dove la dea accoglierà i suoi devoti, proprio lì Fred tenta di convincere Wesley a diffidare della dea ma poi capisce di aver commesso un errore a dirglielo, infatti Wesley è totalmente asservito alla dea, tanto da avvisare i suoi compagni che si rivoltano contro Fred, quest'ultima prende Lorne come ostaggio e costringe tutti quanti a lasciarla libera, infine Fred scappa. Angel e i suoi amici decidono di dare la caccia a Fred e di ucciderla, visto l'amore assoluto che provano per la dea non possono tollerare che Fred non le sia devota vedendo nell'amica una minaccia alla pace che la dea vuole costruire.
Fred va in un ristorante, proprio lì in TV viene trasmessa un'intervista alla dea e non appena i clienti del ristorante la vedono dallo schermo subiscono la sua influenza diventando automaticamente sui devoti, Fred fugge via mentre la dea durante l'intervista annuncia che da ora lei si chiamerà Jasmine.

## La pallottola magica
- Titolo originale: The Magic Bullet
- Diretto da: Jeffrey Bell
- Scritto da: Jeffrey Bell

### Trama
Sono trascorsi diversi giorni da quando Fred si è data alla latitanza, a Los Angeles regna la pace, per adesso Jasmine preferisce non conquistare subito il mondo, per ora vuole imparare a conoscere meglio l'umanità. Connor propone di uccidere Fred ma Jasmine la vuole viva, deve capire come ha fatto la ragazza a spezzare il legame di asservimento che esercitava. I fedeli di Jasmine iniziano a provare sentimenti e pensieri all'unisono, questo perché Jasmine sta aumentando il proprio potere su coloro che ha soggiogato, tuttavia Jasmine decide di accrescere ulteriormente i suoi poteri, infatti Jasmine, Angel, Connor, Lorne, Wesley e Gunn si tengono per mano in cerchio, adesso Jasmine ha acquisito la capacità di vedere e sentire tutto ciò che viene percepito dai suoi fedeli.
Fred va in un motel ma lì ci sono i fedeli di Jasmine che vedendola permettono a quest'ultima di individuarla, sotto il comando della stessa Jasmine cercano di catturare Fred ma lei fugge. Fred in seguito viene attaccata da un demone ma lei lo uccide con un colpo d'ascia, durante la colluttazione Fred viene ferita e, vedendo il proprio sangue, ha un'intuizione, capisce infatti che è il sangue di Jasmine il solo modo per spezzare il suo sortilegio. Fred va in un negozio di libri, il Magic Bullet Books mostrandosi ai fedeli di Jasmine invitandola a raggiungerla. Jasmine, accompagnata da Angel e Connor, raggiunge Fred al negozio di libri cadendo nella sua trappola, infatti con una pistola spara a Jasmine, il proiettile riesce a trapassarla colpendo poi Angel che era dietro di lei.
Il sangue di Jasmine si mischia con quello di Angel tramite la pallottola che ha colpito entrambi, il vampiro non è più asservito a Jasmine e quindi fugge con Fred. Jasmine ritorna all'Hyperion Hotel, il suo corpo si rigenera dalla ferita da proiettile, poi invita dei fedeli devoti nella sua camera da letto e, trasformandosi brevemente in una massa di luce, li fa scomparire, infatti si è nutrita di loro. Jasmine dà l'ordine di uccidere Fred e Angel sentendo che l'incapacità di controllarli è una minaccia troppo pericolosa. Angel intanto intuisce che anche il sangue di Cordelia probabilmente può annullare il sortilegio di Jasmine, dato che è stato tramite Cordelia che ha acquisito una forma corporea, il loro sangue è compatibile.
Angel e Fred entrano di nascosto nell'Hyperion Hotel, nella camera da letto dove Cordelia (ancora in coma) è custodita. Fred trova immorale prelevarle del sangue dato che l'amica è in coma, Angel dà a Cordelia un affettuoso bacio sulla fronte, quest'ultima con la mano afferra il braccio di Angel il quale è speranzoso credendo che ciò sia la prova che Cordelia sta recuperando conoscenza. Fred gli consiglia di non farsi illusioni, è stato soltanto un riflesso psicosomatico, è improbabile che Cordelia si risveglierà dal coma. Una volta prelevato il sangue di Cordelia lo usano su Gunn, Lorne e Wesley che a contatto con il loro permette a tutti e tre di sottrarsi dall'asservimento verso Jasmine. Fred fa tenere presenza che Jasmine è troppo potente, anche avendo trovato un modo per eliminare il potere di controllo che lei esercita, con i loro attuali mezzi batterla è impossibile.
Angel decide di fuggire con gli amici, ma vuole portare Connor con sé, quindi Wesley con l'inganno porta il ragazzo da suo padre, fanno in modo che il sangue di Connor entri in contatto con quello di Cordelia, ma stranamente lui continua a essere fedele a Jasmine.

## Sacrificio
- Titolo originale: Sacrifice
- Diretto da: David Straiton
- Scritto da: Ben Edlund

### Trama
Connor avverte i fedeli di Jasmine, tentano di catturare Angel i suoi amici, a quel punto Angel picchia Connor con violenza e poi scappa in auto con i suoi compagni. Jasmine assorbe altre persone e con i suoi poteri guerisce Connor dalle ferite riportate, inoltre convince il governo della California e l'arcidiocesi a sciogliersi, lei mira a diventare l'unica autorità sulla Terra. Angel, Wesley, Gunn, Fred e Lorne vanno in una stazione di servizio per fare il pieno di benzina, lì ci sono altri fedeli di Jasmine, il suo potere è diventato ancora più grande, infatti adesso può parlare anche attraverso coloro che le sono devoti, Angel aiutato da Fred e Wesley affronta i servi di Jasmine dando a Gunn il tempo di riempire il serbatoio dell'auto di benzina, infine scappano.
Il gruppo si rifugia nelle fogne, Fred e Wesley si sentono in colpa perché, per fuggire, hanno lasciato Cordelia all'Hyperion Hotel, tuttavia a Angel non gli interessa ritenendo che in una situazione così delicata, gli affetti sono solo un intralcio. Wesley trova strano che Jasmine abbia scelto questo nome, infatti essendo lei un'entità antichissima non può fare a meno di domandarsi per quale motivo finora non abbia mai avuto un nome tutto suo. Nelle fogne incontrano Randall, è il fratello di Tommy, un vecchio amico di Gunn, lui e il suo gruppo si sono nascosti nelle fogne per fuggire dai demoni quando a Los Angeles il Sole si era oscurato, infatti ignorano che il Sole è tornato a risplendere. Nel gruppo di Randall c'è pure il piccolo Matthew, i suoi genitori sono stati uccisi dai vampiri.
Purtroppo Randall rivela a tutti che, proprio nelle fogne, si aggira un demone, ha ucciso Tommy. Il demone, che ha le sembianze di un enorme insettoide, tenta di rapire Randall, ma Angel usando i suoi poteri di vampiro lo salva e mette il demone in fuga, tuttavia il mostro riesce a rapire Wesley. Matthew, scoprendo che Angel è un vampiro, scappa via terrorizzato, emerge in superficie e scopre che il Sole non è più oscurato, Gunn lo raggiunge e lo colpisce con un pugno riportandolo nelle fogne in modo che il bambino non attiri l'attenzione dei fedeli di Jasmine.
Il demone che ha rapito Wesley gli rivela che viene da un'altra dimensione dove Jasmine ha regnato molti anni prima, lui è giunto sulla Terra tramite un globo magico sperando di rivedere Jasmine e convincerla a tornare a regnare nel loro mondo, odia il fatto che Jasmine abbia preferito a loro gli umani. Il demone ha rapito un vampiro, lo sta prelevando non solo del sangue ma anche degli organi interni per un incantesimo che avrà lo scopo di attirare l'attenzione di Jasmine, infatti nel suo mondo si usa il sangue per la magia e non le parole. Il demone svela a Wesley che le parole nel suo mondo non hanno importanza, tranne una, quella che per il demone è una parola impronunciabile, tra l'altro trova fastidioso che la loro dea sulla Terra abbia scelto di chiamarsi Jasmine, un nome che anche i suoi devoti possono pronunciare: così facendo però il demone si fa sfuggire un dettaglio che permette a Wesley di capire il punto debole di Jasmine, cioè il suo vero nome, se viene pronunciato Jasmine perderà il suo potere.
Il demone spiega a Wesley che nel proprio mondo l'aria che si respira per un umano sarebbe tossica, in ogni caso il demone non conosce il nome di Jasmine, solo colui che chiama l'Alto Sacerdote lo conosce. Interviene Angel che uccide il demone pugnalandolo al collo, intanto Matthew si sveglia ma purtroppo era già entrato in contatto con i fedeli di Jasmine divenendo uno di loro, infatti ora Jasmine può asservire la gente anche indirettamente, tramite coloro che le sono già devoti. Jasmine parla attraverso Matthew e riesce a plagiare anche Randall e gli altri, Connor seguito da una sua squadra raggiunge le fogne mentre Fred, Lorne e Gunn scappano raggiungendo Wesley e Angel.
Capendo che solo il sangue attiva la magia della dimensione da dove veniva quel demone, Wesley usa il proprio sangue per attivare il globo magico, crea così in portale dimensione che conduce verso quel mondo demoniaco affidando a Angel il compito di trovare l'Alto Sacerdote e scoprire il nome di Jasmine, lui è un vampiro e dunque l'aria che respirerà non avrà su Angel effetti tossici, quindi dovrà andarci da solo. Quest'ultimo non se la sente di abbandonare i suoi amici ma Fred, rievocando le stesse parole di Angel, gli fa capire i sentimenti ora sono un ostacolo, quindi Angel attraversa il portale dimensionale.

## Pace
- Titolo originale: Peace out
- Diretto da: Jefferson Kibbee
- Scritto da: David Fury

### Trama
Connor e i fedeli di Jasmine catturano Fred, Gunn, Wesley e Lorne, si appresta a ucciderli ma Jasmine, parlando attraverso uno dei suoi devoti, gli ordina di riportarli all'Hyperion Hotel sani e salvi, chiaramente vuole usarli contro Angel come ostaggi nel caso il vampiro dovesse sfidarla. Angel raggiunge la dimensione demoniaca, gli abitanti di quel mondo provano ad attaccarlo ma lui li allontana con la luce del globo magico.
Wesley vuole da Jasmine delle spiegazioni sul demone delle fogne, lei si limita a dirgli che in passato aveva regnato in quel mondo demoniaco dove c'era solo guerra e violenza, li aveva aiutati in parte a progredire, fu un tentativo sperimentale di testare i suoi poteri come regnante. Wesley ha capito che il piano di Jasmine è usare a proprio vantaggio i satelliti TV quando, in diretta televisiva, si presenterà al mondo, in questo modo le persone a livello globale le giureranno una devozione incondizionata. Lorne non capisce per quale ragione Connor, nonostante pure lui sia entrato in contatto con il sangue di Cordelia, non ha spezzato il vincolo di asservimento di Jasmine, tanto che Lorne deduce che Connor non è mai stato soggiogato da Jasmine, la devozione che il ragazzo ha verso di lei è sempre stata spontanea. Wesley tenta di mettere Connor in guardia, Jasmine uccide le persone divorandole, inoltre Fred gli fa notare che Cordelia è scomparsa, per via del coma le servono delle cure mediche.
Angel raggiunge il tempio dell'Alto Sacerdote il quale ammette che alcuni di loro continuano a venerare Jasmine sperando ingenuamente che lei tornerà a governare il loro mondo, altri invece hanno smesso di credere in lei, in ogni caso l'Alto Sacerdote non conosce il vero nome di Jasmine, lui si limita a vegliare sul demone chiamato il "Custode del Nome" è solo lui a conoscerlo. Angel affronta il Custode del Nome il quale, durante lo scontro con Angel, uccide accidentalmente l'Alto Sacerdote.
Connor chiede insistentemente a Jasmine che fine ha fatto Cordelia, ma lei preferisce non dirglielo, poi sente l'odore di Cordelia addosso a Jeremy e Brent, due devoti di Jasmine, capisce che sono stati loro a portarla via dall'Hyperion Hotel, quindi con le maniere forti li costringe a svelargli dove si trova. Cordelia è stata portata in una chiesa, Connor la raggiunge confessandole che in fondo aveva sempre saputo che Jasmine non ha fatto altro che riempirlo di bugie, che lui però ha accettato nella fatua speranza di trovare la felicità. Wesley non capisce per quale motivo Jasmine non ha fatto uccidere Cordelia anche dopo aver saputo che il sangue di quest'ultima rompe il sortilegio del suo asservimento, intuisce quindi che Jasmine istintivamente ha paura di Cordelia.
Jasmine all'Hyperion Hotel si prepara a farsi conoscere in tutto il mondo in diretta televisiva, ma appare Angel che ha decapitato il Custode del Nome, infatti il vampiro ha con sé la testa decapitata che pronuncia il vero nome di Jasmine privandola della capacità di soggiogare le persone, anche coloro che prima le erano devoti ora non sono più capaci di amarla. Jasmine esce per strada sconvolta per il suo fallimento, Angel la raggiunge e a quel punto Jasmine si arrabbia con lui avendo privato l'umanità della pace che lei aveva portato, ma Angel riteneva la rinuncia del libero arbitrio un scotto inaccettabile per la pace coercitiva che lei aveva imposto all'umanità, anche se gli esseri umani sono imperfetti hanno il diritto di decidere da soli del proprio destino. Angel cerca di convincere Jasmine ad aiutarlo a rendere il mondo un posto migliore, ma nel modo giusto, lei però, completamente accecata dalla rabbia, attacca Angel e lo sconfigge. Jasmine non rinuncia alle proprie ambizioni, vuole ancora conquistare la Terra, ma ora il suo piano è cambiato, sterminerà gli umani per la sola soddisfazione di punire Angel il quale ha osato ostacolarla, tuttavia interviene Connor che uccide Jasmine perforandole il cranio con la mano sinistra.
Angel prova a parlare con Connor ma lui si allontana, troppo scosso dagli ultimi avvenimenti. Angel torna all'Hyperion Hotel dai suoi amici vedendo che non sono soli, infatti in loro compagnia c'è Lilah.

## Una nuova casa
- Titolo originale: Home
- Diretto da: Tim Minear
- Scritto da: Tim Minear

### Trama
Angel intuisce subito che Lilah è lì per volere dei Soci Anzini, per via della clausola di perpetuità del contratto di lavoro della Wolfram & Hart lei deve servire lo studio legale anche da morta, Lilah tornerà a breve nel mondo dei morti ma prima le è stato incaricato di portare a termine un lavoro: offrire a Angel e i suoi amici l'opportunità di dirigere la filiale di Los Angeles della Wolfram & Hart, infatti i Soci Anziani vogliono premiarli per aver sconfitto Jasmine.
Connor ormai non riesce più a contenere la sua rabbia, arriva anche a picchiare brutalmente un poliziotto, intanto se Angel appare disposto a rifiutare categoricamente l'offerta di Lilah al contrario Gunn trova allettante l'idea di poter contare sui mezzi della Wolfram & Hart, successivamente visitano gli uffici della Wolfram & Hart, dopo l'attacco della Bestia sono stati ristrutturati con nuovo personale, tutti trattano già Angel in maniera reverenziale. Ad Angel sarà concesso di diventare il direttore della filiale, mentre agli altri saranno concessi ruoli di rilievo infatti Lorne dirigerà il reparto arte e intrattenimento, Fred il dipartimento scientifico mentre Wesley la sezione ricerche.
Angel scopre che le vetrate degli uffici sono necrotemprate, possono filtrare la luce solare in modo che non debba bruciare i vampiri. Fred conosce Knox, lui lavora nella sezione scientifica e le mostra il loro laboratorio che vanta le tecnologie migliori, invece Wesley conosce Rutherford Sirk un ex Osservatore che ha tradito il consiglio ora che è stato distrutto, infatti lavora alla Wolfram & Hart e mostra a Wesley i libri schermo che possono evocare ogni informazione inerente all'archivio demoniaco dello studio legale. Wesley tramortisce Sirk con un pugno e raggiunge l'archivio dove il contratto di lavoro di Lilah è custodito, infine lo brucia in modo che l'anima di Lilah non debba più appartenere alla Wolfram & Hart. Wesley si illude di aver dato a Lilah la possibilità di riposare in pace, ma il contratto si rigenera automaticamente, tuttavia Lilah gli confessa che ha apprezzato molto il suo gesto.
Nell'ufficio di Angel c'è un televisore e Lilah sintonizza sul telegiornale, viene data la notizia che Connor tiene in ostaggio Cordelia (ancora in coma) e altre persone innocenti in un centro commerciale, minacciando di morire con loro tramite un esplosivo se lui azionerà il detonatore. Lilah chiarisce con Angel che l'offerta di dirigere la Wolfram & Hart è valida solo una volta, se la rifiuterà non gli verrà mai più riproposta, il vampiro accetta ma pone una condizione. Angel raggiunge Connor al centro commerciale, suo figlio non è più capace di riflettere lucidamente affermando che gli umani non erano degni dell'amore che Jasmine voleva offrire al mondo. Angel affronta Connor e lo sconfigge mettendo in salvo tutti gli ostaggi.
Gunn conosce Lacey Shepard che gli mostra gli uffici, Gunn dà per scontato che la mansione che occuperà sarà quella di capo della sicurezza ma Shepard gli spiega che per lui sono previsti progetti più ambiziosi, lo porta nella Camera Bianca dove lui incontra una pantera nera, solo guardandola Gunn sembra avere più chiare le propri idee. Gunn spiega ai suoi amici che ha deciso di lavorare per la Wolfram & Hart, indipendentemente dal fatto che loro rifiuteranno, in realtà anche Wesley sembra considerare l'opportunità di accettare l'offerta, a quel punto Angel sorprende tutti rivelando che lui ha già accettato, intanto Cordelia viene trasferita in un ospedale dove la Wolfram & Hart si impegnerà a trovare un modo per svegliarla dal coma.
Lilah consegna a Angel un amuleto di cui Buffy dovrà servirsi per una battaglia molto difficile per la sopravvivenza del mondo quindi Angel parte per Sunnydale in modo da consegnare l'amuleto alla Cacciatrice ma prima vuole andare a trovare Connor, stranamente quando i suoi amici sentono Angel pronunciare il nome del figlio si domandano a chi si stia riferendo, infatti non ricordano nulla di Connor.
Era questo l'accordo fatto con Lilah, il vampiro avrebbe accettato di guidare la Wolfram & Hart a patto che a Connor venisse data una vita diversa, una famiglia amorevole e un'esistenza normale, Connor non ricorda nulla della sua vera vita e nessuno ricorda niente di lui. Angel vede Connor con i suoi nuovi genitori che festeggiano l'iscrizione di Connor all'università, Angel lo guarda con un'espressione serena, finalmente ha dato a Connor la vita felice di cui aveva bisogno.